# ギュンター (マイセン辺境伯)
ギュンター・フォン・メルゼブルク（Günther von Merseburg, 949年以前 - 982年7月13日）は、エッケハルディン家のメルゼブルク辺境伯ならびにマイセン辺境伯。

## 生涯
ギュンターはメルゼブルク伯エッケハルトの息子として生まれ、965年にオットー1世によりメルゼブルク辺境伯に任ぜられた。その任務としてカラブリア地方においてビザンツ帝国と戦った。しかし、974年から976年にかけてバイエルン公ハインリヒ・デア・ツェンカーが皇帝オットー2世に対して起こした反乱に関わったが、この反乱は失敗に終わった。このため位を剥奪され、息子のエッケハルトと共に流刑に処せられた。晩年になって皇帝と和解し、979年にティートマール1世が亡くなると、その職責を継いで公職に復した。さらに、981年のツァイツ辺境伯ヴィッガー1世の死の後には、その辺境伯領の領主権をも手に入れた。オットー2世のイタリア出兵に参加した際、982年7月13日、エミール・アブドゥル・カッシム率いるサラセン軍とのカラブリア地方コロンナ岬での戦いで命を落とした。ギュンターはドゥブラフスカ・フォン・ベーメン（ボヘミア公ボレスラフ1世の娘）と結婚していたが、ドゥブラフスカは後にポーランド王ミェシュコ1世と再婚し、ポーランド王ボレスワフ1世の母となる。